# De kleine waarheid
De kleine waarheid is een trilogie van Jan Mens uit 1960-1964, bestaande uit de delen Marleen, Het heldere uur en Het kleine verschil. De boeken werden van 1970 tot 1973 bewerkt tot een televisieserie. Het verhaal geeft een beeld van het leven van de 'gewone' Amsterdammer aan het begin van de 20e eeuw, van het begin van de Eerste Wereldoorlog tot vlak voor de Tweede Wereldoorlog. De serie wijkt af van de boeken en loopt door tot in de oorlog.

## Het boek

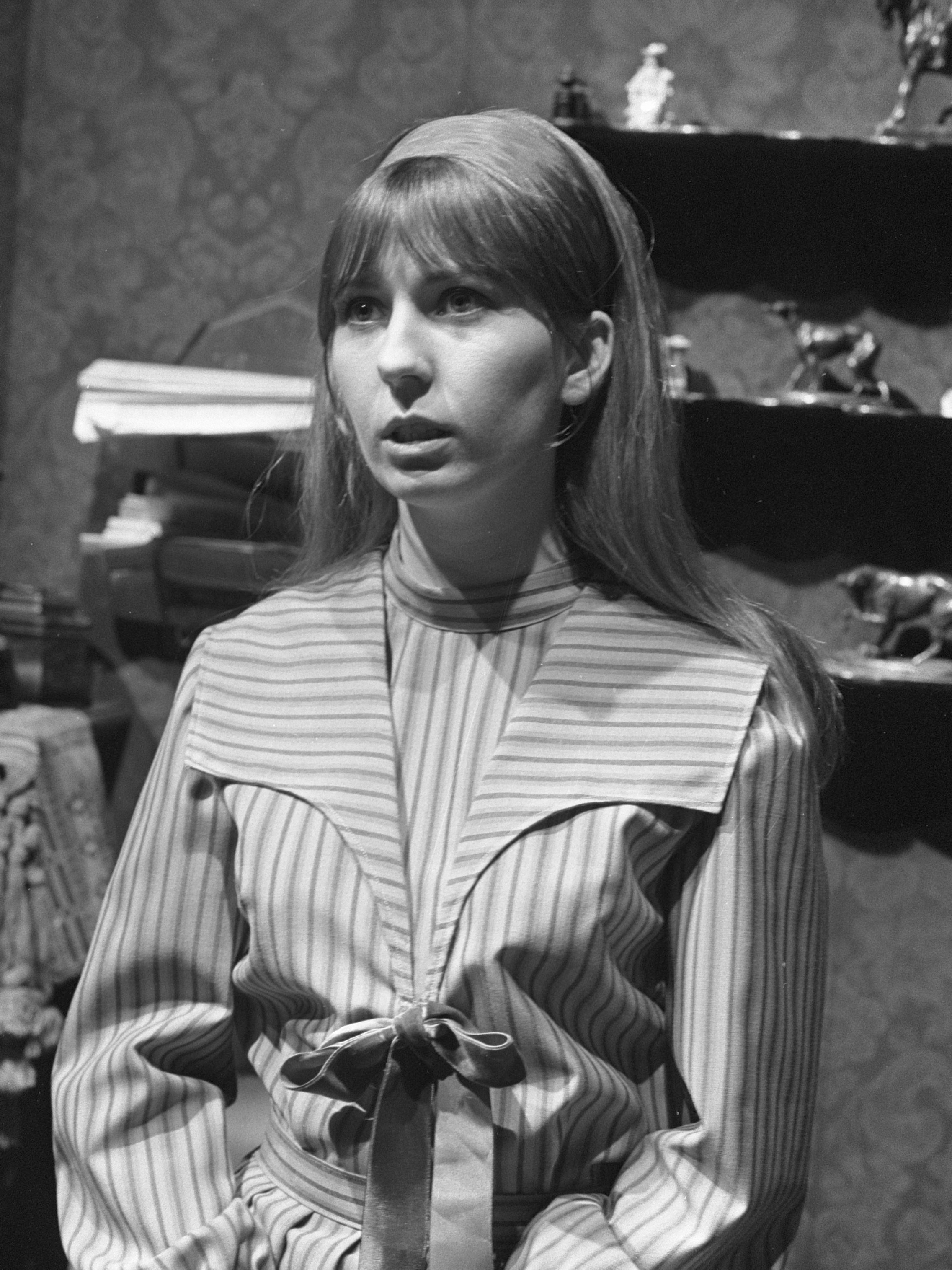
Willeke Alberti in de rol van Marleen Spaargaren in De kleine waarheid (24 maart 1970)

Het boek verhaalt het leven van Marleen Spaargaren, een meisje dat in Amsterdam wordt geboren en opgroeit in een burgermansgezin. Al vanaf haar jeugd probeert ze het burgerlijke te ontvluchten, en komt daardoor regelmatig in conflict met (vooral) haar vader Jacobus. Deze is ambtenaar bij de Stadsbank van Lening, en is als de dood dat hij niet voor vol wordt aangezien door de buurt.

Marleen ontvlucht haar ouderlijk huis al op jonge leeftijd, en trouwt met de meubelmaker Jan Engelmoer. Als haar vader overlijdt neemt ze de zorg op zich voor haar broer Eppo (Een kind dat gewoon wat meer aandacht nodig heeft). Ze heeft een korte verhouding met de beeldhouwer Jos Boswinkel, waar Eppo in de leer is, en uit deze relatie wordt dochter Suzan geboren. Als Suzan op jonge leeftijd wil vluchten in een huwelijk, realiseert Marleen zich de herhaling van de geschiedenis.

## De serie
De serie van 26 delen werd vanaf december 1970 uitgezonden door de NCRV. Willy van Hemert tekende voor de regie en Harry de Groot, Hans van Hemert en Cor Lemaire voor de muziek. De serie, die overigens iets anders eindigt dan het boek, werd in 2005 op dvd uitgebracht. Het oorspronkelijke beeldmateriaal werd gerestaureerd en de afleveringen werden opnieuw gemonteerd tot delen van gelijke lengte, ten behoeve van de herhaling die in mei 2006 van start ging. Daarbij sneuvelden enkele scènes. Ook werd de tune ingekort en de oorspronkelijke aftiteling vervangen. Later werd een klein aantal van die weggelaten scènes bij elkaar gezet op de speciale bonus-dvd, die in een gelimiteerde oplage verscheen en alleen via de NCRV te verkrijgen was.
De muziek uit De kleine waarheid verscheen op twee lp's: Liedjes van Marleen en Niet bang zijn. Kort na het verschijnen van de dvd-boxen van de serie kwam er ook een speciale dvd met de liedjes. Daarbij zat als bonus ook een cd met alle liedjes van de twee eerder uitgekomen lp's.

## Spelers
- Henk Admiraal als dhr. Paternotte, patiënt van dr. Bresser
- Willeke Alberti als Marleen Spaargaren
- Henny Alma als Emma Buwalda
- Tamar Baruch als Suzan Engelmoer, Marleens dochter
- Tim Beekman als veilingmeester
- Rita Boas-Koopman als Tante Koos, de woekeraarster
- Robert Borremans als Jef Verpoorte
- Ansje van Brandenberg als Patricia van Wijngaarden, vrouw van Andreus Bleyleve
- Martin Brozius als journalist bij opening winkel Korsjespoortsteeg
- Jacques Commandeur als Jacobus Spaargaren, Marleens vader
- Eric van der Donk als Jaap Oudemans op latere leeftijd
- Lia Dorana als Katrien Boswinkel
- Caro van Eyck als Margreet Scalonje
- Hella Faassen als Marie Raven, een Blaricumse kippenboerin en pensionhoudster
- Coen Flink als Jos Boswinkel, beeldhouwer
- Tonnie Foletta als Walraven, de knecht
- Marja Goud als mevrouw Griffioen, ambassadrice chocoladefabriek
- Arend Hauer als pastoor Martens
- Gijs Heeren als de jonge Eppo Spaargaren
- Marcel Hendrickx als notaris Blomkwist
- Cok Henneman als ambtenaar op de bank van lening
- Hans Hoekman als Eppo Spaargaren, Marleens jongere broer
- Hellen Huisman
- Helen Juurlink als Louise/Liesbeth Oudemans
- Coba Kelling als Tante Bets, eigenaresse café
- Floor Koen als Duyster, antiekzwendelaar
- John Leddy als Jan Engelmoer, meubelmaker
- Ton Lensink als Professor Buwalda
- Emmy Lopes Dias als Martje Spaargaren-Lutterop, Marleens moeder
- Ad Noyons als Dirk Raven, een Blaricumse kippenboer
- Tilly Perin-Bouwmeester als Maartje, de huishoudster van notaris Blomkwist
- Sylvain Poons als Abraham Mossel, opkoper/antiekhandelaar
- Joan Remmelts als mr. Verdonk, eerste klant in 'Het kleine Verschil'
- Dick Rienstra als Bertus Ongena, taxichauffeur
- Peter Römer als krantenjongen
- Huib Rooymans als Herman Eenenaam, de zoon van Sien
- Liane Saalborn als mevrouw Oudemans, Marleens eerste werkgeefster
- Nico Schaap als oudste zoon Alie Ongena-Donkelaar, en straatzanger bij opening winkel Korsjespoortsteeg
- Riek Schagen als Sien Eenenaam, werkster bij de fam. Oudemans
- Will van Selst als Jan Griffioen, journalist
- Johan Sirag als meneer Oudemans
- Ger Smit als Jaap Bleyleve, zoon van Andreus, vriend van Eppo
- Jaap Stobbe, als slagersjongen
- Jan Teulings als Bouvrie, kunsthandelaar
- Henk van Ulsen als Andreus Bleyleve
- Hetty Verhoogt als Alie Donkelaar
- Guus Verstraete sr. als dokter Bresser
- Jeanne Verstraete als zuster Woudstra
- Annie van de Vorstenbosch als onderwijzeres en klant bij de bank van lening
- Frans Vorstman, als Bantjes
- Jan Winter als de jonge Jaap Oudemans

## Prijzen
De serie won in 1971 de Gouden Televizier-Ring.